# لويس كاليجو
لويس كاليجو (بالإسبانية: Luis Callejo)‏ هو ممثل إسباني، ولد في 1 أغسطس 1970 في إسبانيا.

## أعمال

### أفلام
- (2007) هدف 2[2]
- (2008) زوجة الأناركي[3]
- (2009) الفرز

## وصلات خارجية
- لويس كاليجو على موقع IMDb (الإنجليزية)
- لويس كاليجو على موقع قاعدة بيانات الأفلام العربية
- لويس كاليجو على موقع ألو سيني (الفرنسية)
- لويس كاليجو على موقع أول موفي (الإنجليزية)
- لويس كاليجو على موقع قاعدة بيانات الأفلام السويدية (السويدية)
- لويس كاليجو على موقع قاعدة بيانات الفيلم (الإنجليزية)
- لويس كاليجو على موقع كينوبويسك (الروسية)